# Maximilian Wöber
Maximilian Wöber (ur. 4 lutego 1998 w Wiedniu) – austriacki piłkarz, grający na pozycji obrońcy w angielskim klubie Leeds United oraz w reprezentacji Austrii.

## Życiorys
Od czasów juniorskich był związany z Rapidem Wiedeń. W trakcie występów w rezerwach był ich kapitanem. Jego pierwszym oficjalnym meczem w rozgrywkach seniorskich w barwach pierwszego zespołu było spotkanie z Valencią CF, rozegrane 25 lutego 2016 w ramach Ligi Europy i zakończone porażką Rapidu 0:4. W Bundeslidze zadebiutował 6 listopada 2016 w przegranym 0:1 meczu z Wolfsberger AC.
24 sierpnia 2017 został piłkarzem holenderskiego AFC Ajax, podpisując z nim czteroletnią umowę. Przez media został uznany następcą Davinsona Sáncheza, który odszedł do Tottenhamu Hotspur. Kwota transferu wyniosła około 7,5 miliona euro. Jego pierwszym meczem w Eredivisie było spotkanie z VVV Venlo, które zostało rozegrane 27 sierpnia 2017 i zakończyło się zwycięstwem Ajaksu 2:0.
W reprezentacji Austrii zadebiutował 6 października 2017 w wygranym 3:2 meczu z Serbią.
Został powołany na Mistrzostwa Europy 2024. 
17 czerwca 2024 roku w pierwszym meczu grupowym przeciwko reprezentacji Francji, w 38 minucie strzelił bramkę samobójczą. Spotkanie zakończyło się wynikiem 1:0.

## Statystyki kariery
(aktualne na dzień 2 kwietnia 2019)
| Klub            | Sezon     | Liga      | Liga             | Liga  | Liga | Puchar krajowy | Puchar krajowy | Rozgrywki europejskie | Rozgrywki europejskie | W sumie | W sumie |
| Klub            | Sezon     | Liga      | Liga             | Mecze | Gole | Mecze          | Gole           | Mecze                 | Gole                  | Mecze   | Gole    |
| --------------- | --------- | --------- | ---------------- | ----- | ---- | -------------- | -------------- | --------------------- | --------------------- | ------- | ------- |
| Rapid Wiedeń II | 2015/2016 | Austria   | Regionalliga Ost | 20    | 1    | –              | –              | –                     | –                     | 20      | 1       |
| Rapid Wiedeń II | 2016/2017 | Austria   | Regionalliga Ost | 8     | 2    | –              | –              | –                     | –                     | 8       | 2       |
| Rapid Wiedeń    | 2015/2016 | Austria   | Bundesliga       | 0     | 0    | 0              | 0              | 1                     | 0                     | 1       | 0       |
| Rapid Wiedeń    | 2016/2017 | Austria   | Bundesliga       | 11    | 0    | 4              | 1              | 2                     | 0                     | 17      | 1       |
| AFC Ajax        | 2017/2018 | Holandia  | Eredivisie       | 14    | 1    | 1              | 0              | –                     | –                     | 15      | 1       |
| Jong Ajax       | 2017/2018 | Holandia  | Eerste divisie   | 1     | 0    | –              | –              | –                     | –                     | 1       | 0       |
| AFC Ajax        | 2018/2019 | Holandia  | Eredivisie       | 8     | 0    | 0              | 0              | 4                     | 0                     | 12      | 0       |
| Sevilla FC      | 2018/2019 | Hiszpania | Primera División | 7     | 0    | 0              | 0              | 1                     | 0                     | 8       | 0       |
| W sumie         | W sumie   | W sumie   | W sumie          | 69    | 4    | 5              | 1              | 8                     | 0                     | 74      | 5       |